# Ernist Batyrkanov
Ernist Batyrkanov (en kirguís: Эрнист Баатырканов; en ruso: Эрнист Муратович Батырканов; Kara-Köl, Kirguistán; 21 de febrero de 1998) es un futbolista de Kirguistán que juega en la posición de delantero con el Neftchi Kochkor-Ata desde el año 2025.

## Carrera

### Club
| Periodo   | Club                   |
| --------- | ---------------------- |
| 2015-2016 | FC Ala-Too Naryn       |
| 2016-2020 | FC Dordoi Bishkek      |
| 2021      | FC Kyzylzhar           |
| 2021      | FC Van                 |
| 2022      | FC Abdysh-Ata Kant     |
| 2023      | Kelantan United FC     |
| 2023      | FC Abdysh-Ata Kant     |
| 2024      | FC Muras United        |
| 2025-     | FC Neftchi Kochkor-Ata |

### Selección nacional
A nivel de selecciones menores representó a Kirguistán en la categoría sub-20 en tres partidos en 2018 y anotó dos goles en los Juegos Asiáticos de 2018. Batyrkanov debutó con Kirguistán el 6 de septiembre de 2018 en un partido amistoso ante Palestina. Fue convocado para jugar en la Copa Asiática 2019 en los Emiratos Árabes Unidos. Su primer gol internacional lo anotó el 11 de noviembre de 2021 en la victoria por 2-1 sobre Singapur en un partido amistoso en Sarja.
El 11 de junio de 2021 Batyrkanov anotó un gol en la clasificación de AFC para la Copa Mundial de Fútbol de 2022 en la victoria por 8-1 ante Birmania.